# Campeonato Argentino de Futebol de 1914 (FAF)
O Campeonato Argentino de Futebol de 1914 da Federación Argentina de Football, foi o vigésimo sexto torneio da Primeira Divisão do futebol argentino, e o terceiro e último organizado por essa entidade. O certame foi disputado entre 5 de abril e 8 de novembro de 1913, praticamente ao mesmo tempo da realização do torneio da Asociación Argentina de Football, com a qual se reunificou para o certame seguinte. Apenas oito das dez equipes iniciais completaram o torneio. Foi jogado em dois turnos de todos contra todos. O Porteño conquistou o seu segundo título de campeão argentino.

## Classificação final
| Pos | Equipes              | Pts | J  | V  | E | D  | GM | GS | SG  |
| --- | -------------------- | --- | -- | -- | - | -- | -- | -- | --- |
| 1.  | Porteño              | 24  | 14 | 10 | 4 | 0  | 46 | 18 | +28 |
| 2.  | Estudiantes          | 21  | 14 | 9  | 3 | 2  | 31 | 16 | +15 |
| 3.  | Independiente        | 19  | 14 | 7  | 5 | 2  | 27 | 13 | +14 |
| 4.  | Kimberley            | 12  | 14 | 5  | 2 | 7  | 21 | 39 | -18 |
| 5.  | Gimnasia (BA)        | 11  | 14 | 4  | 3 | 7  | 19 | 20 | -1  |
| 5.  | Hispano Argentino    | 11  | 14 | 4  | 3 | 7  | 25 | 29 | -4  |
| 7.  | Atlanta              | 10  | 14 | 4  | 2 | 8  | 21 | 33 | -12 |
| 8.  | Floresta             | 4   | 14 | 1  | 2 | 11 | 11 | 33 | -22 |
|     | Tigre                |     | 14 | ?  | ? | ?  | ?  | ?  | ?   |
|     | Argentino de Quilmes |     | 7  | ?  | ? | ?  | ?  | ?  | ?   |

## Premiação
| Campeonato Argentino de Futebol de 1914 (FAF) |
| --------------------------------------------- |
| Porteño Campeão (2° título)                   |

## Bibliografía
- Estévez, Diego (2010). 38 Campeones del fútbol argentino 1891-2010. [S.l.]: Ediciones Continente. ISBN 978-950-754-301-2